# Милко Димов
Милко Димов е български колоездач и майстор на спорта.

## Биография
Милко Димов е роден на 20 ноември 1923 г. в Сливен.
Участва в националния отбор по колоездене от 1948 до 1957 година, а през 1950 година е абсолютен шампион във всички дисциплини на шосе и писта. Има общо 20 републикански титли и 2 пъти е печелил Обиколката на България (през 1949 и 1950 г.).
Взема участие и в олимпийските игри в Хелзинки през 1952 година. Участва 10 пъти в Пробега на мира, като е първият българин, спечелил етап от състезанието.
Обявен е за спортист на годината на България за 1955 година – все още неофициална награда за времето си.
Удостоен е с титлата „Почетен гражданин“ на София и Сливен.
Продължава да се занимава със спорт до 70 годишна възраст. Умира на 6 август 2006 г., на 82-годишна възраст.

## Памет
Той е един от двамата патрони на ежегодно колоездачно състезание на шосе, заедно с Илия Кръстев, учредено през 2009 г.